# Bidon
|  | Per a altres significats, vegeu «Antonio Bidon da Asti». |

Bidon és un municipi francès al departament de l'Ardecha (regió d'Alvèrnia-Roine-Alps). L'any 2007 tenia 141 habitants.

## Demografia

### Població
El 2007 la població de fet de Bidon era de 141 persones. Hi havia 66 famílies de les quals 24 eren unipersonals (12 homes vivint sols i 12 dones vivint soles), 19 parelles sense fills, 19 parelles amb fills i 4 famílies monoparentals amb fills.
La població ha evolucionat segons el següent gràfic:

### Habitatges
El 2007 hi havia 87 habitatges, 66 eren l'habitatge principal de la família, 19 eren segones residències i 2 estaven desocupats. 83 eren cases i 1 era un apartament. Dels 66 habitatges principals, 45 estaven ocupats pels seus propietaris, 17 estaven llogats i ocupats pels llogaters i 4 estaven cedits a títol gratuït; 2 tenien una cambra, 12 en tenien dues, 21 en tenien tres, 14 en tenien quatre i 17 en tenien cinc o més. 53 habitatges disposaven pel capbaix d'una plaça de pàrquing. A 52 habitatges hi havia un automòbil i a 12 n'hi havia dos o més.

### Piràmide de població
La piràmide de població per edats i sexe el 2009 era:
| Homes | Edats   | Dones |
| ----- | ------- | ----- |
| 0     | 95 o +  | 0     |
| 0     | 90 a 94 | 0     |
| 0     | 85 a 89 | 4     |
| 4     | 80 a 84 | 8     |
| 0     | 75 a 79 | 0     |
| 0     | 70 a 74 | 4     |
| 4     | 65 a 69 | 0     |
| 4     | 60 a 64 | 4     |
| 4     | 55 a 59 | 0     |
| 8     | 50 a 54 | 8     |
| 4     | 45 a 49 | 8     |
| 12    | 40 a 44 | 4     |
| 0     | 35 a 39 | 4     |
| 0     | 30 a 34 | 4     |
| 0     | 25 a 29 | 0     |
| 0     | 20 a 24 | 0     |
| 4     | 15 a 19 | 0     |
| 0     | 10 a 14 | 0     |
| 0     | 5 a 9   | 0     |
| 4     | 0 a 4   | 4     |

## Economia
El 2007 la població en edat de treballar era de 99 persones, 69 eren actives i 30 eren inactives. De les 69 persones actives 60 estaven ocupades (35 homes i 25 dones) i 9 estaven aturades (3 homes i 6 dones). De les 30 persones inactives 8 estaven jubilades, 7 estaven estudiant i 15 estaven classificades com a «altres inactius».

### Ingressos
El 2009 a Bidon hi havia 71 unitats fiscals que integraven 156,5 persones, la mediana anual d'ingressos fiscals per persona era de 16.819 €.

### Activitats econòmiques
Dels 14 establiments que hi havia el 2007, 2 eren d'empreses extractives, 1 d'una empresa de construcció, 1 d'una empresa de transport, 5 d'empreses d'hostatgeria i restauració, 3 d'empreses de serveis, 1 d'una entitat de l'administració pública i 1 d'una empresa classificada com a «altres activitats de serveis».
Els 3 serveis als particulars que hi havia el 2009 eren restaurants.
L'any 2000 a Bidon hi havia 5 explotacions agrícoles.

## Poblacions properes
El següent diagrama mostra les poblacions més properes.